# Кері Гілсон
Кері Лін Гілсон (англ. Keri Lynn Hilson; нар. 5 грудня 1982, Декейтер, Джорджія, США) — американська R&B-співачка, авторка пісень, музична продюсерка та акторка. У 2009 випустила дебютний студійний альбом In a Perfect World..., за який отримала дві номінації на Греммі. У 2010 випустила свій другий студійний альбом No Boys Allowed.

## Життєпис
Народилася 5 грудня 1982 у Декейтері, Джорджія, США.
Із 2012 по листопад 2016 зустрічалася із баскетболістом Сержем Ібакою.

## Дискографія
- In a Perfect World... (2009)
- No Boys Allowed (2010)

## Тури
Головні
- European Tour (2011)

Як підтримка
- I Am Music Tour (2009) (із Lil Wayne)
- I Am Still Music Tour (2011) (із Lil Wayne)

## Фільмографія
- 2013 «Ріддік»

## Нагороди та номінації
| Рік  | Номіновано                                                   | Нагорода                                                 | Результат |
| ---- | ------------------------------------------------------------ | -------------------------------------------------------- | --------- |
| 2007 | «The Way I Are» (Timbaland featuring D.O.E. and Keri Hilson) | MTV Video Music Award for Monster Single of the Year     | Номінація |
| 2009 | Кері Гілсон                                                  | American Music Award for Favorite Female Soul/R&B Artist | Номінація |
| 2009 | Кері Гілсон                                                  | American Music Award for Breakthrough Artist             | Номінація |
| 2009 | Кері Гілсон                                                  | BET Award for Best New Artist                            | Перемога  |
| 2009 | Кері Гілсон                                                  | BET Award for Best Female R&B Artist                     | Номінація |
| 2009 | «Turnin Me On» (with Lil Wayne)                              | BET Award for Viewer's Choice                            | Номінація |
| 2009 | «Turnin Me On» (with Lil Wayne)                              | BET Award for Best Collaboration                         | Номінація |
| 2009 | In a Perfect World…                                          | Urban Music Award for Best Album                         | Номінація |
| 2009 | Кері Гілсон                                                  | Urban Music Award for Best Female Act                    | Номінація |
| 2009 | Кері Гілсон                                                  | MOBO Award for Best International Act                    | Номінація |
| 2009 | Кері Гілсон                                                  | MOBO Award for Best R&B/Soul Act                         | Перемога  |
| 2009 | Кері Гілсон                                                  | Soul Train Music Award for Best New Artist               | Перемога  |
| 2009 | «Turnin Me On» (with Lil Wayne)                              | Soul Train Music Award for Song of the Year              | Номінація |
| 2009 | «Knock You Down» (with Kanye West and Ne-Yo)                 | Soul Train Music Award for Best Collaboration            | Перемога  |
| 2009 | «Knock You Down» (with Kanye West and Ne-Yo)                 | Soul Train Music Award for Record of the Year            | Номінація |
| 2010 | «Knock You Down» (with Kanye West and Ne-Yo)                 | Grammy Award for Best Rap/Sung Collaboration             | Номінація |
| 2010 | Кері Гілсон                                                  | Grammy Award for Best New Artist                         | Номінація |
| 2010 | Кері Гілсон                                                  | NAACP Image Award for Outstanding New Artist             | Перемога  |
| 2010 | «Got Your Back» (T.I. featuring Keri Hilson)                 | Soul Train Music Award for Best Hip-Hop Song             | Номінація |
| 2011 | «Pretty Girl Rock»                                           | BET Award for Video of the Year                          | Номінація |
| 2011 | Кері Гілсон                                                  | BET Award for Best Female R&B Artist                     | Номінація |
| 2011 | Кері Гілсон                                                  | Get Schooled Award                                       | Перемога  |
| 2011 | «Pretty Girl Rock»                                           | Soul Train Music Award for Best Dance Performance        | Номінація |